# Вейнгольд, Юрий Юлианович
Ю́рий Юлиа́нович Вейнгольд (1 апреля 1921, Раевка — 9 сентября 2012, Белгород) — советский и российский философ, доктор философских наук, профессор, заслуженный деятель науки РФ (1995), заведующий кафедрой философии БГТУ им. В. Г. Шухова (1976—2006). Главный редактор 10-томной Книги памяти жертв политических репрессий.

## Биография
Родился 1 апреля 1921 г. на ст. Раевка (Уфимский район, Башкирская АССР) в семье комиссара железнодорожного участка, в том же году с родителями переехал в с. Кочетовку Обоянского уезда (ныне Ивнянский район Белгородской области), а затем в г. Валуйки (c 1954 г. районный центр Белгородской области). Его отец Юлий Геранимович Вейнгольд строил железную дорогу Валуйки — Балашов — Пенза, в 1937 г. его обвинили в шпионаже в пользу Германии и Польши и арестовали, он был приговорён к ВМН.
В 1938 г. Ю. Вейнгольд окончил в Новосибирске среднюю школу № 22. Трудовую деятельность начал в 16 лет — вначале — грузчиком, потом старшим вожатым в интернате, а заодно начал преподавать математику. Затем поступил во Всесоюзный заочный юридический институт (Москва).
В 1939 г. призван на советско-финскую войну снайпером, так как имел почетное звание и значок «Ворошиловский стрелок». В 1941 г. направлен на обучение в военную электротехническую академию им. С. М. Буденного в Ленинграде. Великую Отечественную прошёл от первых и до последних дней: командир спецподразделения воздушного наблюдения, оповещения и связи на Ленинградском, Волховском, Карельском, Первом Дальневосточном фронтах. Трижды ранен, дважды контужен, получил инвалидность. Награждён орденами и медалями.
В 1950 г. окончил Всесоюзный заочный юридический институт, аспирантуру — в 1960 г.
С 1950 по 1976 г. работал в Киргизском государственном университете (до 1956 г. совмещал с работой во Фрунзенских филиалах Московского библиотечного и заочного финансово-экономических институтов).
С 1976 г. работал в Белгородском технологическом институте строительных материалов (в 1994—2003 гг. — Белгородская государственная технологическая академия строительных материалов, с 2003 г. — Белгородский государственный технологический университет им. В. Г. Шухова).
В 1976 г. стал первым заведующим кафедрой философии, которую возглавлял в течение 30 лет. Затем работал профессором кафедры теории и методологии науки.

## Профессиональная и научная деятельность
Кандидатская диссертации «Право как социологическая категория» (1963). Докторская диссертация «О советском опыте минования капитализма и его субъективном факторе (Анализ перехода народов Средней Азии и Казахстана от докапиталистических отношений к социализму как следствие их социально-волевых усилий)» (1972).
Автор 11 монографий, 20 книг, свыше 22 статей и 25 брошюр и учебных пособий, при его непосредственном участии 66 соискателей защитили кандидатские и 27 докторские диссертации, трое из них стали членами-корреспондентами национальных Академий наук, один — вице-президентом АН Монголии.

#### Основные научные публикации
- Вейнгольд, Ю. Ю. Категории человеческой сущности, сущности человека, его существования, жизненного призвания и смысла жизни. М., 1981;
- Вейнгольд, Ю. Ю. Смысл жизни человека как философская категория. М., 1984;
- Вейнгольд, Ю. Ю. О логике научного исследования и открытия как логике установления новой истины в инженерном стиле мышления. М., 1986;
- Вейнгольд, Ю. Ю. К вопросу о родовой сущности человека. М., 1986;
- Вейнгольд, Ю. Ю. Человеческий фактор сегодня. М., 1987;
- Вейнгольд, Ю. Ю. Логика научного исследования и открытия : учеб. пособие для студентов вузов /Ю. Ю. Вейнгольд. — Белгород : БелГТАСМ, 1999. — 45 с.
- Собственноручные замечания Гегеля на полях своей рукописи «Философия права» / сост. Ю. Ю. Вейнгольд. — Белгород : Крестьянское дело, 2001. — 148 с
- Вейнгольд, Ю. Ю. Избранные труды / Ю. Ю. Вейнгольд. — Белгород : Изд-во БГТУ им. В. Г. Шухова, 2005. — 365 с.
- Вейнгольд, Ю. Ю. Современные философские проблемы техники и технических наук. : учеб. пособие / Ю. Ю. Вейнгольд. — Белгород : Изд-во БГТУ им. В. Г. Шухова, 2006
- Вейнгольд, Ю. Ю. Введение в религиоведение : учеб. пособие. Ч. 1 / Ю. Ю. Вейнгольд. — Белгород : Издательство БелГУ, 2006. — 158 с.
- Духовное возрождение : сборники научных трудов / ред.: Н. И. Шевченко, Ю. Ю. Вейнгольд и др. — Белгород : Изд-во БГТУ им. В. Г. Шухова, 1999—2011.
- Некапиталистическое развитие и социальная воля: очерки социологического исследования социальной воли как элемента субъективного фактора перехода ранее отсталых стран к социализму. — Mektep, 1970.[2]

#### Книга памяти жертв политических репрессий
Вейнгольд Ю. Ю. является «главным автором и редактором Книг памяти жертв политических репрессий, в которых собраны копии протоколов допросов, списки, а также фотографии репрессированных и статьи о них»: «Жертвами пали» (1996), «Живи и помни» (1998), «О прошлом память возвращая» (2001), «Незабытые» (Ч. 1, 2003), «Возвращая к жизни имена» (2004), «Незабытые» (Ч.2, 3, 2006), «Мы вас помним и любим» (2007), «Не предавать забвению» (2009), «Мы Вас чтим, помним и любим» (2010).
За кропотливую работу Ю. Ю. Вейнгольд награждён почетной медалью Уполномоченного по правам человека в Российской Федерации «Спешите делать добро»(2010 г.)

#### Переводы с немецкого
Вейнгольд Ю. Ю. как один из переводчиков принял участие в подготовке и издании двух энциклопедических книг:
- Большой путеводитель по Библии : пер. с нем. — Москва : Республика, 1993. — 479 с.
- Бидерманн, Г. Энциклопедия символов : пер. с нем. / Г. Бидерманн. — Москва : Республика, 1996. — 335 с.

## Награды, премии и звания
- Орден «За храбрость» (1942)[уточнить]
- Медаль «За оборону Ленинграда» (1943)
- Орден «Красной Звезды» (1943)
- Медаль «За боевые заслуги» (1943)
- Медаль «За отвагу» (1944)
- Медаль «За оборону Советского Заполярья» (1945)
- Медаль «За победу над Германией в ВОВ» (1945)
- Медаль «За победу над Японией» (1946)
- Медаль «20 лет Победы в Великой Отечественной войне 1941—1945 гг.» (1966)
- Медаль «50 лет Вооруженных сил СССР» (1968)
- Серебряная медаль ВДНХ (1972)
- Медаль «За доблестный труд» (1970)
- Нагрудный знак «25 лет Победы в Великой Отечественной войне» (1971)
- Медаль «30 лет Победы в Великой Отечественной войне 1941—1945 гг.» (1975)
- Медаль «60 лет Вооруженных сил СССР» (1978)
- Медаль «Участнику битвы за Ленинград. Ветеран Волховского фронта» (1978)
- Медаль «Ветеран Карельского фронта» (1978)
- Орден «Отечественной войны первой степени» (1985)
- Медаль «Ветеран труда» (1985)
- Медаль «40 лет Победы в Великой Отечественной войне 1941—1945 гг.» (1985)
- Серебряная медаль ВДНХ (1988)
- Медаль «70 лет Вооруженных сил СССР» (1988)
- Медаль «50 лет Победы в Великой Отечественной войне 1941—1945 гг.» (1995)
- Медаль «Отличник народного образования» (1996)
- Медаль Жукова (1996)
- Памятная медаль «60 лет Победы в Великой Отечественной войне 1941—1945 гг.» (2005)
- Памятная медаль «Воину Победителю» (2008)
- Нагрудный знак «Почетный работник высшего профессионального образования РФ» (2001)
- В 1995 г. ему было присвоено почетное звание «Заслуженный деятель науки Российской Федерации»[4].

В 1998 г. Кембриджский международный биографический центр наградил Вейнгольда Ю. Ю. медалью «Человек года», а американский Биографический институт включил его в 7-е издание книги «5000 знаменитых людей мира».
Ю. Ю. Вейнгольд награждён более 100 грамотами и дипломами министерства образования, администрации Белгородской области, Почетной грамотой губернатора Белгородской области (2011 г.).

## Память
1 ноября 2017 г. в БГТУ им. В. Г. Шухова открыли мемориальную доску в память о Юрии Вейнгольде, который долгое время возглавлял кафедру философии университета.